# Juan López (cardinal)
Pour les articles homonymes, voir López.
Ne doit pas être confondu avec le soldat Juan López Carvajal.
Juan López, le cardinal de Pérouse ou  le cardinal de Capoue (né vers 1455 à Valence en Espagne, et mort à Rome le 5 août 1501) est un cardinal espagnol du XVe siècle et du début du XVIe siècle.

## Biographie
Juan López entre tout jeune dans la maison du cardinal Rodrigo de Borja, le futur pape Alexandre VI. Il est chanoine du chapitre de Valence et de Lérida et de la basilique Saint-Pierre. Il est doyen de la basilique Saint-Pierre dans le pontificat d'Innocent VIII et datario du pape. En 1492, il est élu évêque de Pérouse. En 1493, il est nommé secrétaire du pape, dont il est le confident absolu. Sur demande de Charles VIII, le diocèse de Carcassonne est réservé à López en 1495.
Le pape Alexandre VI le crée cardinal lors du consistoire du 19 février 1496. Il est nommé administrateur apostolique de Carcassonne en 1497 et d'Oloron en 1498. En 1498, il est promu archevêque de Capoue. Le cardinal López est abbé commendataire de l'abbaye de S. Cristoforo de Castri Durantii, de l'abbaye de Valledigne et de l'abbaye de S. Sinforiano à Milan. Il est camerlingue du Sacré Collège en 1501.